# Johann Sebald Fabricius

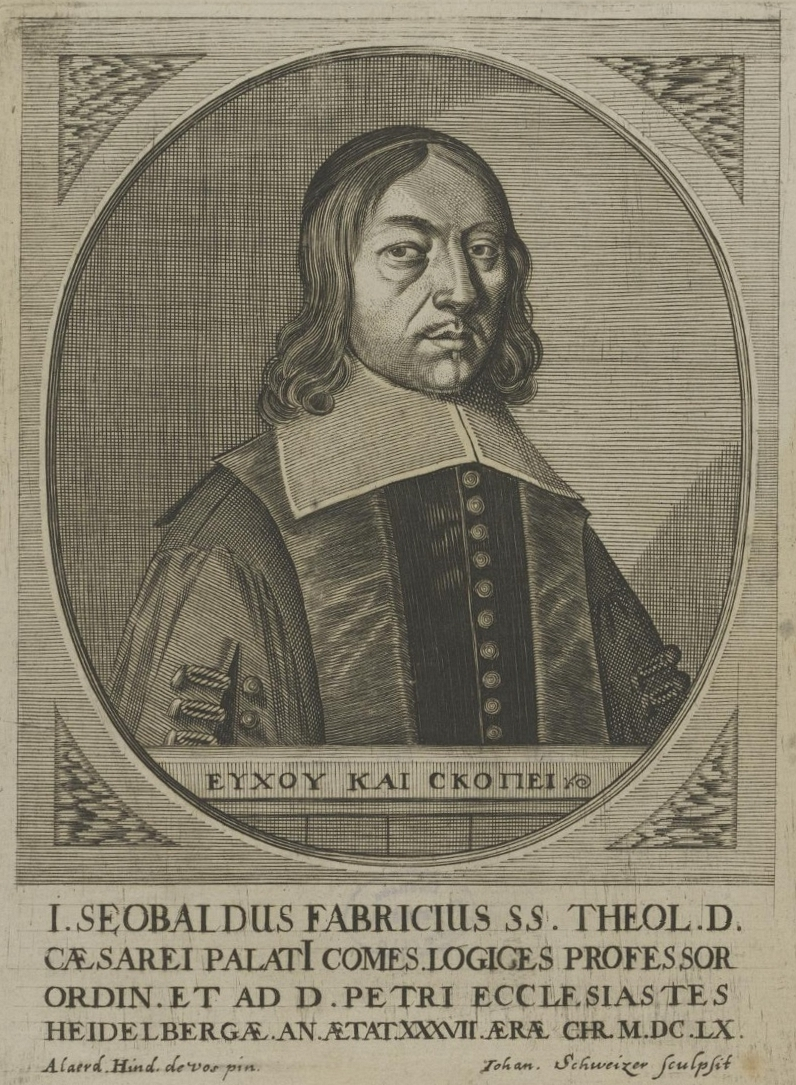
Johann Sebald Fabricius, Porträtdruck 1660, mit griechischem Motto aus Platons Philebos ΕΥΧΟΥ ΚΑΙ ΣΚΟΠΕΙ – „Bete und schaue“

Johann Sebald Fabricius, auch Fabritius (* 15. Januar 1622 in Speyer; † 6. April 1682 in Heidelberg) war ein deutscher evangelisch-reformierter Geistlicher und Hochschullehrer.

## Leben
Fabricius studierte Theologie in Basel und ab 1645 in Deventer. Von 1645 bis 1649 war er deutsch-reformierter Pfarrer in Köln. 1650 wurde er als reformierter Pfarrer nach Walldorf und Nussloch berufen. 1651 wurde er interimistischer Rektor in Heidelberg, 1652 Pfarrer in Lambsheim und Weisenheim am Sand. Von 1652 bis zu seinem Tod 1682 lehrte er als Professor der Geschichte und griechischen Sprache an der Universität Heidelberg. Am 8. Januar 1657 wurde er zum Dr. theol. promoviert. Von 1660 bis 1692 war er zugleich Pfarrer an der Heidelberger Peterskirche.

## Familie
Fabricius heiratete 1653 in Heidelberg Maria Magdalena, geb. Mieg, eine Tochter des Sekretärs Johann Michael Mieg aus Straßburg.

## Werke
- Churfürstlicher Lieb- und Tugendspiegel. 1650
- Descriptio historica urbis Heidelbergensis. 1656
- Historia von Mannheim und Kaiserslautern. 1656
- Neohusium sive de ortu etc. coenobii Neuhusani